# Gottlob Berger

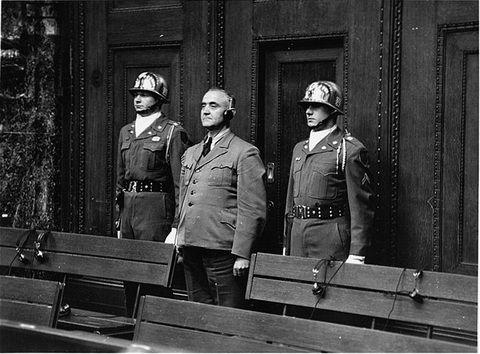
Na ławie oskarżonych podczas procesu ministerstw w Norymberdze w 1949

Gottlob Christian Berger (ur. 16 czerwca 1896 w Gerstetten, zm. 5 stycznia 1975 tamże) – zbrodniarz hitlerowski, czołowy ekspert SS do spraw selekcji rasowej, szef Głównego Urzędu SS oraz jeden z twórców idei Waffen-SS; najwyższy osiągnięty stopień w SS – SS-Obergruppenführer.

## Życiorys
Urodzony w Gerstetten (Badenia-Wirtembergia). Był powiązany rodzinnie z wieloma niemieckimi rodzinami zamieszkującymi Europę Południowo-Wschodnią, co z pewnością miało wpływ na wysunięcie przezeń pomysłu utworzenia niemieckiej armii o charakterze międzynarodowym. Najprawdopodobniej to on był twórcą idei Waffen-SS, której celem była integracja Niemców rozproszonych po całej Europie. W młodości instruktor gimnastyki i zwycięzca wielu zawodów sportowych, wstąpił do NSDAP w 1929 i do SS w 1936. W tej ostatniej, w 1940 osiągnął wysoki stopień generalski SS-Obergruppenführera. W SS był jednym z najważniejszych specjalistów Heinricha Himmlera od selekcji rasowej, a zajmował się także organizacją i bezpieczeństwem tej instytucji.
W 1940 został przez Himmlera powołany na stanowiska szefa Głównego Urzędu SS (SS-Hauptamt), który zajmował się głównie werbunkiem do SS, a zwłaszcza formowaniem cudzoziemskich oddziałów Waffen-SS. Również w 1940 został szefem sztabu Himmlera do spraw wojskowych. Berger okazał się na tych stanowiskach rzutkim i bezwzględnym organizatorem. W 1942 został także osobistym przedstawicielem Himmlera przy Ministerstwie Rzeszy do spraw Okupowanych Terytoriów Wschodnich, które zajmowało się zarządzaniem okupowanych ziem ZSRR i kierowane było przez Alfreda Rosenberga. W sierpniu 1943 został wybrany jako poseł do Reichstagu z okręgu wyborczego Düsseldorf-Wschód oraz został prezydentem Związku Niemiecko-Chorwackiego. 20 lipca 1944 otrzymał jeszcze jedną wysoką funkcję, zostając Generalnym Inspektorem do spraw Jeńców Wojennych.
31 sierpnia 1944 powołano go na stanowisko dowódcy sił mających stłumić powstanie narodowe na Słowacji. Jego zadaniem była pacyfikacja miejscowej ludności oraz zachowanie marionetkowego rządu, współpracującego z III Rzeszą. Z powodu braku sukcesów został odwołany ze stanowiska 19 września i zastąpiony przez Hermanna Höflego, który stłumił powstanie. Berger został oddelegowany do Niemiec z zadaniem tworzenia oddziałów Volkssturmu. 
Po zakończeniu wojny został aresztowany przez aliantów i postawiony przed Amerykańskim Trybunałem Wojskowym. Był to tzw. proces ministerstw, jedenasty z dwunastu procesów norymberskich znanych jako Procesy zbrodniarzy wojennych przed Norymberskim Trybunałem Wojskowym. Uznany za winnego zbrodni przeciw ludzkości i wojennych oraz przynależności do organizacji przestępczej (SS) 2 kwietnia 1949 został skazany na karę 25 lat pozbawienia wolności. Był to najwyższy wyrok w tym procesie. Jednak już 31 stycznia 1951 kara została zamieniona na 10 lat pozbawienia wolności, ale Berger został zwolniony jeszcze przed końcem 1951. W sumie, razem z okresem przebywania w areszcie przed i w trakcie procesu, spędził w więzieniu jedynie 6,5 roku.
W późniejszym okresie był członkiem założycielem związku byłych SS-manów (HIAG) i współwydawcą skrajnie prawicowego czasopisma „Nation Europa”, w którym m.in. gloryfikował działalność Waffen-SS.